# Tjärnö
Ej att förväxla med Tjärö.
Tjärnö är en ö, kyrkbyn i Tjärnö socken och en småort i Strömstads kommun i norra Bohuslän. På ön finns Sven Lovén centrum för marina vetenskaper samt Tjärnö kyrka.